# Représentations diplomatiques de la Belgique

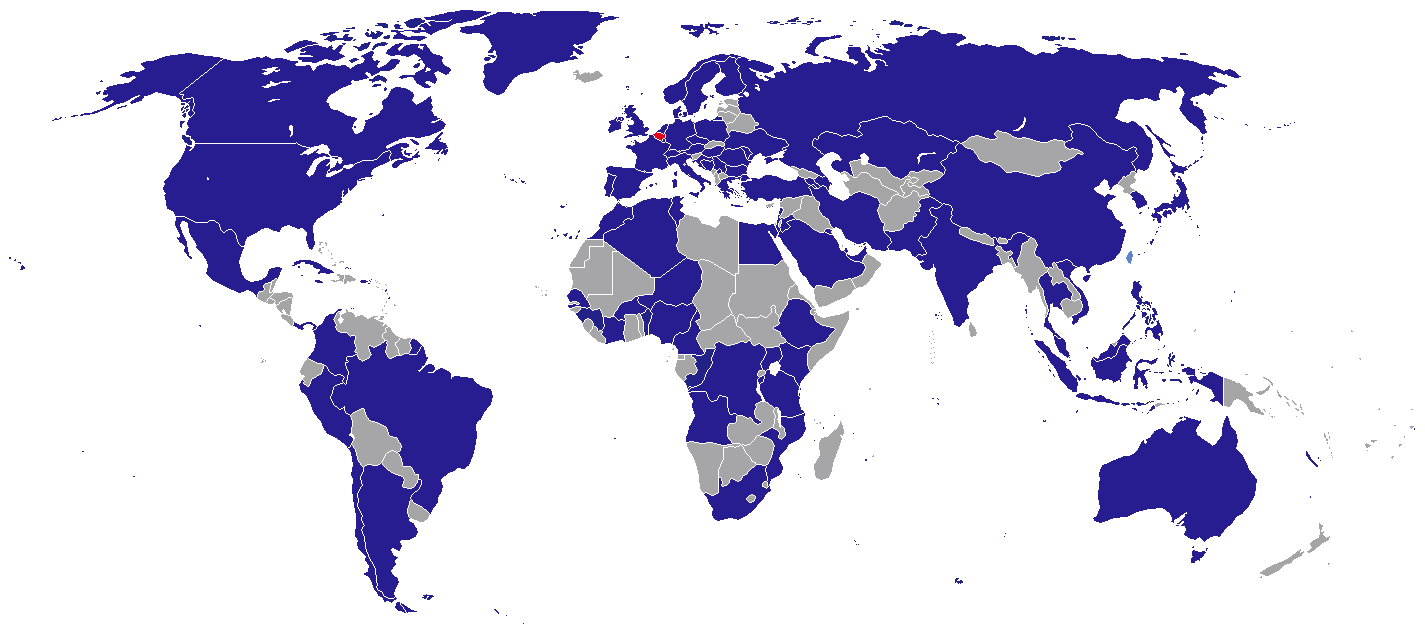
Représentations diplomatiques de Belgique.

Voici les représentations diplomatiques de Belgique à l'étranger :

## Afrique
- Afrique du Sud
  - Pretoria (ambassade)
  - Le Cap (consulat général)
- Algérie
  - Alger (ambassade)
- Angola
  - Luanda (ambassade)
- Bénin
  - Cotonou (ambassade)
- Burkina Faso
  - Ouagadougou (ambassade)
- Burundi
  - Bujumbura (ambassade)
- Cameroun
  - Yaoundé (ambassade)
- République du Congo
  - Brazzaville (ambassade)
- République démocratique du Congo
  - Kinshasa (ambassade)
  - Lubumbashi (consulat général)
- Côte d'Ivoire
  - Abidjan (ambassade)
- Égypte
  - Le Caire (ambassade)
- Éthiopie
  - Addis-Abeba (ambassade)
- Guinée
  - Conakry (ambassade)
- Kenya
  - Nairobi (ambassade)
- Maroc
  - Rabat (ambassade)
  - Casablanca (consulat général)
- Mali
  - Bamako (ambassade)
- Mozambique
  - Maputo (bureau de l'ambassade)[1]
- Niger
  - Niamey (ambassade)
- Nigeria
  - Abuja (ambassade)
- Ouganda
  - Kampala (ambassade)
- Sénégal
  - Dakar (ambassade)
- Tanzanie
  - Dar es Salaam (ambassade)
- Tunisie
  - Tunis (ambassade)

## Amérique
- Argentine
  - Buenos Aires (ambassade)
- Brésil
  - Brasília (ambassade)
  - Rio de Janeiro (consulat général)
  - São Paulo (consulat général)
- Canada
  - Ottawa (ambassade)
  - Montréal (consulat général)
- Chili
  - Santiago du Chili (ambassade)
- Colombie
  - Bogota (ambassade)
- Cuba
  - La Havane (ambassade)
- États-Unis
  - Washington (ambassade)
  - Atlanta (consulat général)
  - Los Angeles (consulat général)
  - New York (consulat général)
- Jamaïque
  - Kingston (ambassade)
- Mexique
  - Mexico (ambassade)
- Panama
  - Panamá (ambassade)
- Pérou
  - Lima (ambassade)

## Asie
- Arabie saoudite
  - Riyad (ambassade)
- Azerbaïdjan
  - Bakou (ambassade)
- Chine
  - Pékin (ambassade)
  - Guangzhou (consulat général)
  - Hong Kong (consulat général)
  - Shanghai (consulat général)
- Corée du Sud
  - Séoul (ambassade)
- Émirats arabes unis
  - Abou Dabi (ambassade)
- Inde
  - New Delhi (ambassade)
  - Bombay (consulat général)
  - Chennai (consulat général)
- Indonésie
  - Jakarta (ambassade)
- Iran
  - Téhéran (ambassade)
- Israël
  - Tel Aviv (ambassade)
  - Jérusalem (consulat général)
- Japon
  - Tokyo (ambassade)
- Jordanie
  - Amman (ambassade)
- Kazakhstan
  - Astana (ambassade)
- Koweït
  - Koweït (ambassade)
- Liban
  - Beyrouth (ambassade)
- Malaisie
  - Kuala Lumpur (ambassade)
- Pakistan
  - Islamabad (ambassade)
- Philippines
  - Manille (ambassade)
- Qatar
  - Doha (ambassade)
- Singapour
  - Singapour (ambassade)
- Taïwan
  - Taipei (bureau de Belgique)
- Thaïlande
  - Bangkok (ambassade)
- Turquie
  - Ankara (ambassade)
  - Istanbul (consulat général)
- Vietnam
  - Hanoï (ambassade)

## Europe
- Allemagne
  - Berlin (ambassade)
- Autriche
  - Vienne (ambassade)
- Bosnie-Herzégovine
  - Sarajevo (ambassade)
- Bulgarie
  - Sofia (ambassade)
- Croatie
  - Zagreb (ambassade)
- Danemark
  - Copenhague (ambassade)
- Espagne
  - Madrid (ambassade)
  - Alicante (consulat)
  - Barcelone (consulat)
  - Santa Cruz de Tenerife (consulat)
- Finlande
  - Helsinki (ambassade)
- France
  - Paris (ambassade)
  - Lille (consulat général)
  - Marseille (consulat général)
  - Strasbourg (consulat général)
- Grèce
  - Athènes (ambassade)
- Hongrie
  - Budapest (ambassade)
- Irlande
  - Dublin (ambassade)
- Italie
  - Rome (ambassade)
- Kosovo
  - Pristina (ambassade)
- Luxembourg
  - Luxembourg (ambassade)
- Moldavie
  - Chișinău (ambassade)
- Norvège
  - Oslo (ambassade)
- Pays-Bas
  - La Haye (ambassade)
- Pologne
  - Varsovie, Palais Mniszech (ambassade)
- Portugal
  - Lisbonne (ambassade)
- République tchèque
  - Prague (ambassade)
- Roumanie
  - Bucarest (ambassade)
- Royaume-Uni
  - Londres (ambassade)
- Russie
  - Moscou (ambassade)
- Serbie
  - Belgrade (ambassade)
- Suède
  - Stockholm (ambassade)
- Suisse
  - Berne (ambassade)
  - Genève (consulat général)
- Ukraine
  - Kiev (ambassade)
- Vatican
  - Cité du Vatican (ambassade)

## Océanie
- Australie
  - Canberra (ambassade)

## Organisations internationales
- Bruxelles  (mission permanente auprès de l'Union européenne et l'Organisation du traité de l'Atlantique nord)
- Genève  (mission permanente auprès de l'Organisation des Nations unies)
- Montréal (mission permanente auprès de l'Organisation de l'aviation civile internationale)
- New York (mission permanente auprès de l'Organisation des Nations unies)
- Paris (mission permanente auprès de l'UNESCO)
- Rome (mission permanente auprès de l'Organisation des Nations unies pour l'alimentation et l'agriculture)
- Strasbourg (mission permanente auprès de l'Conseil de l'Europe)
- Vienne (mission permanente auprès de l'Organisation des Nations unies)

## Galerie

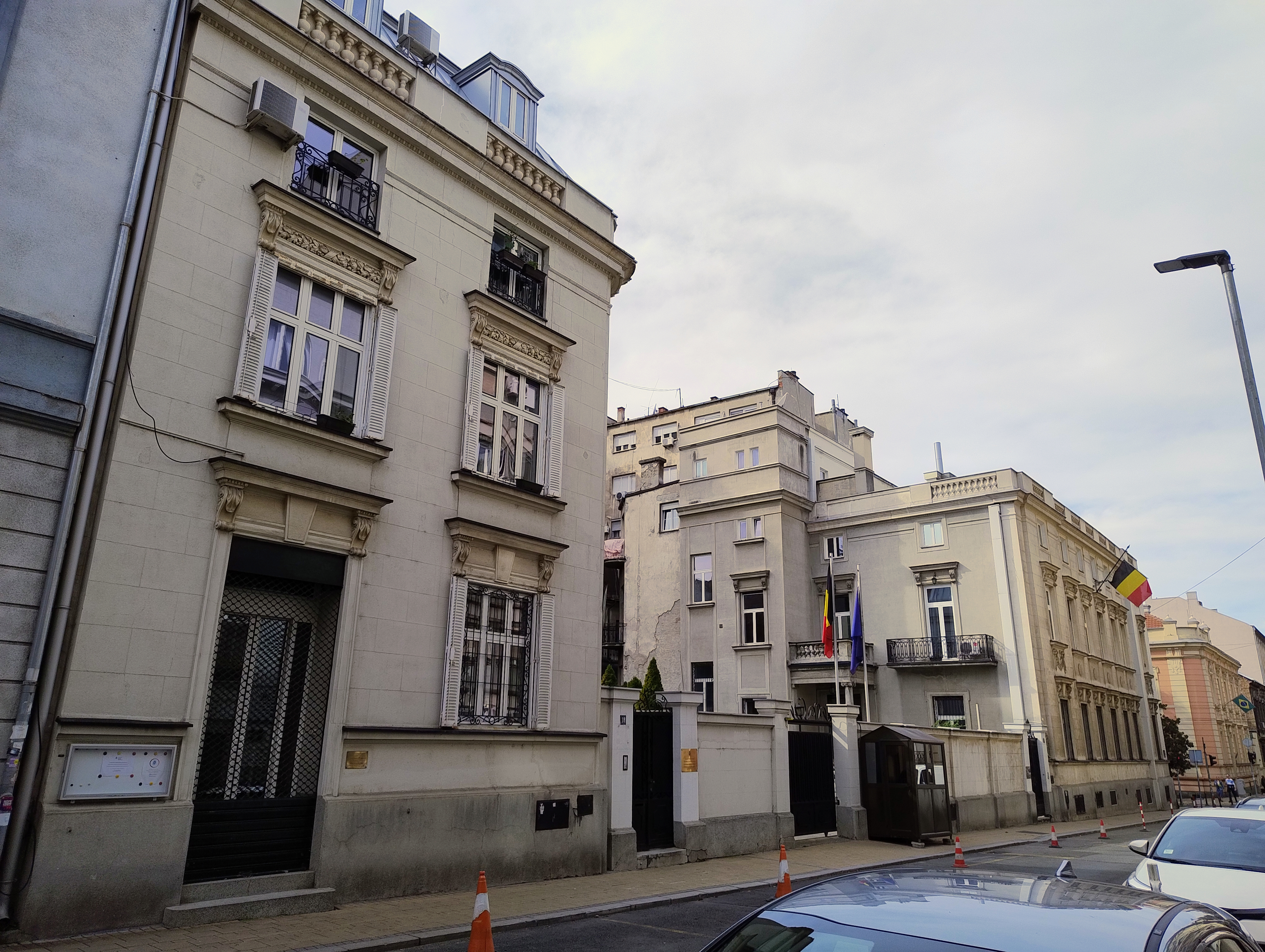
Ambassade à Belgrade.
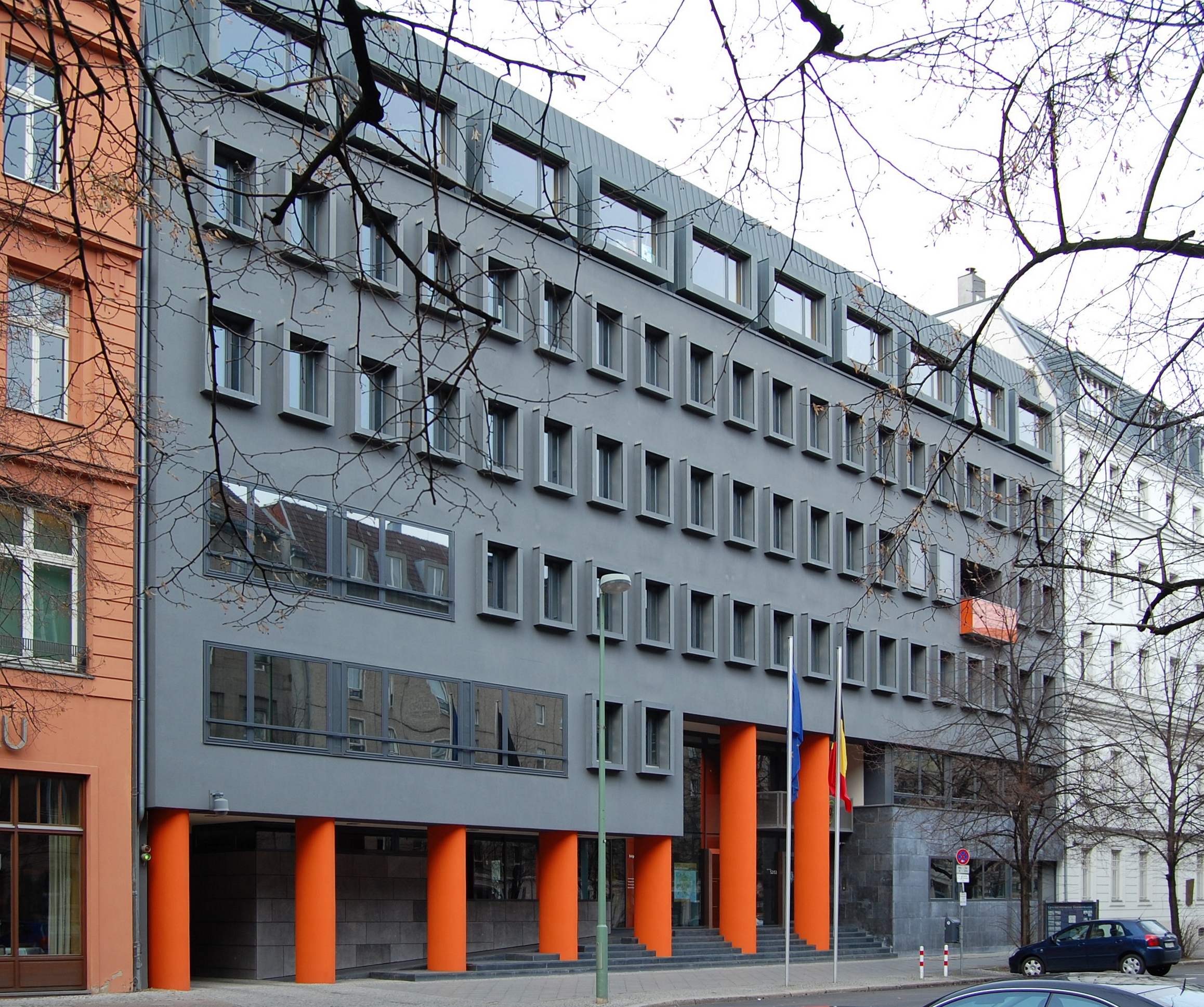
Ambassade à Berlin.
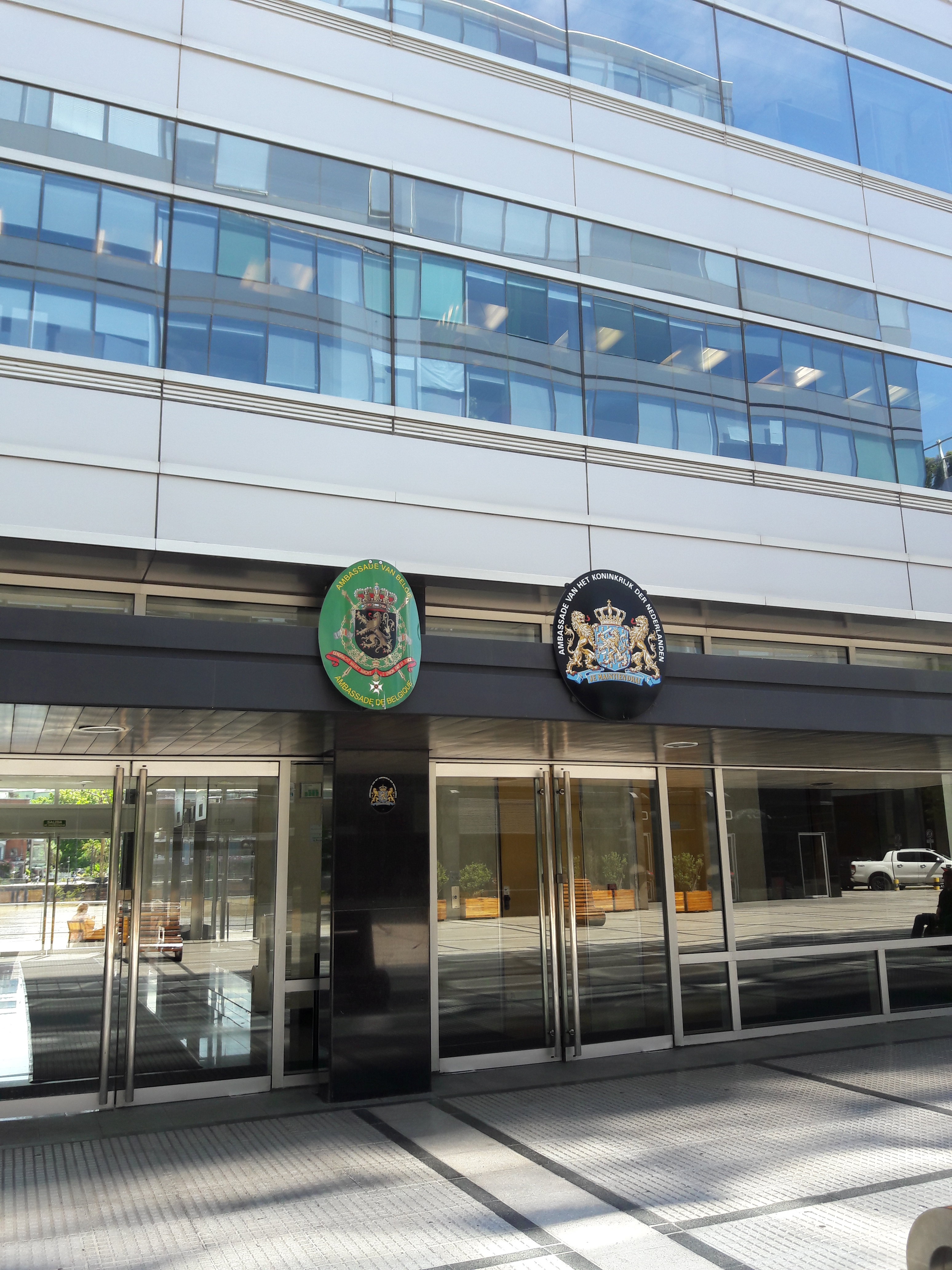
Ambassade à Buenos Aires.
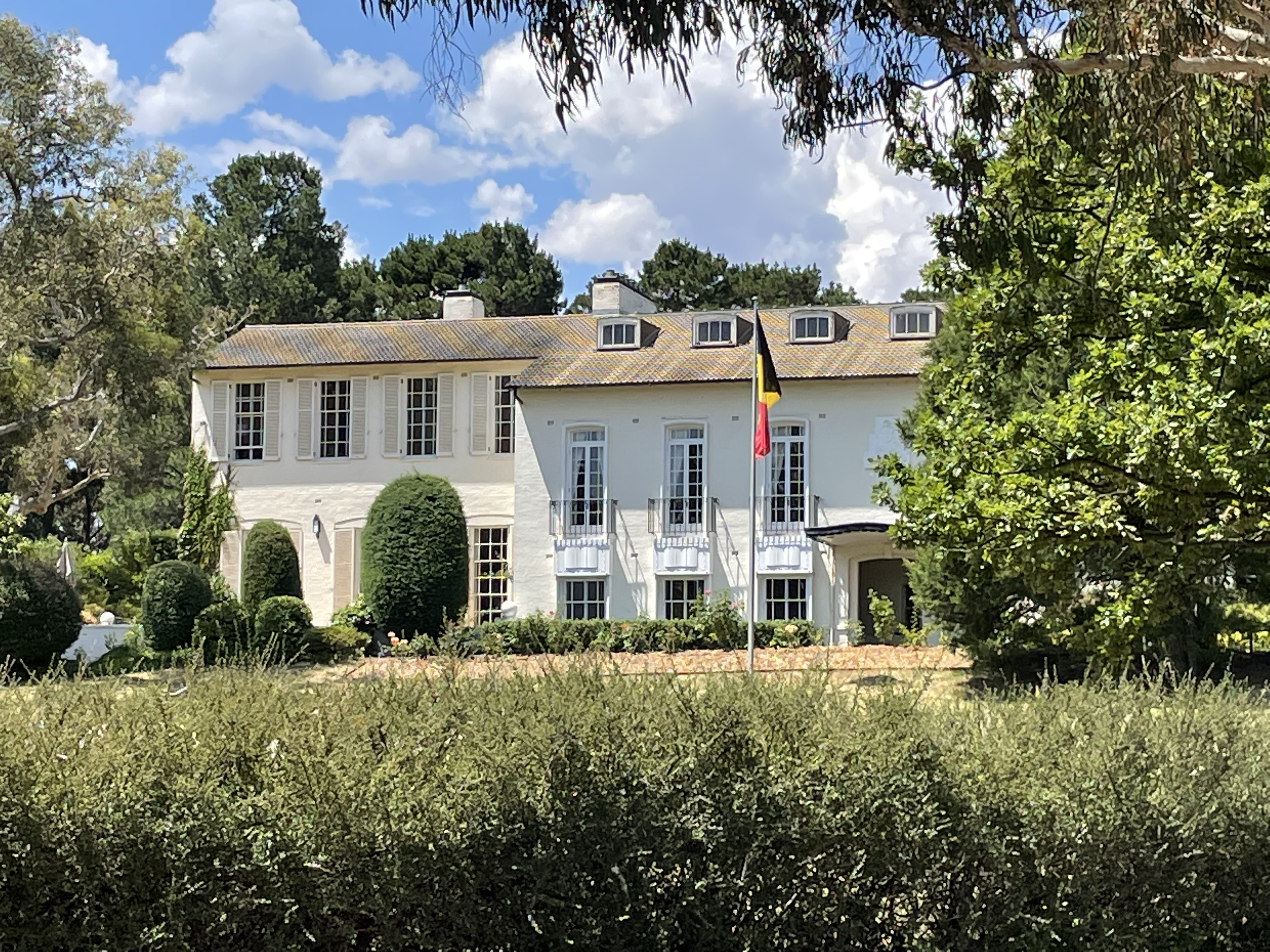
Ambassade à Canberra.
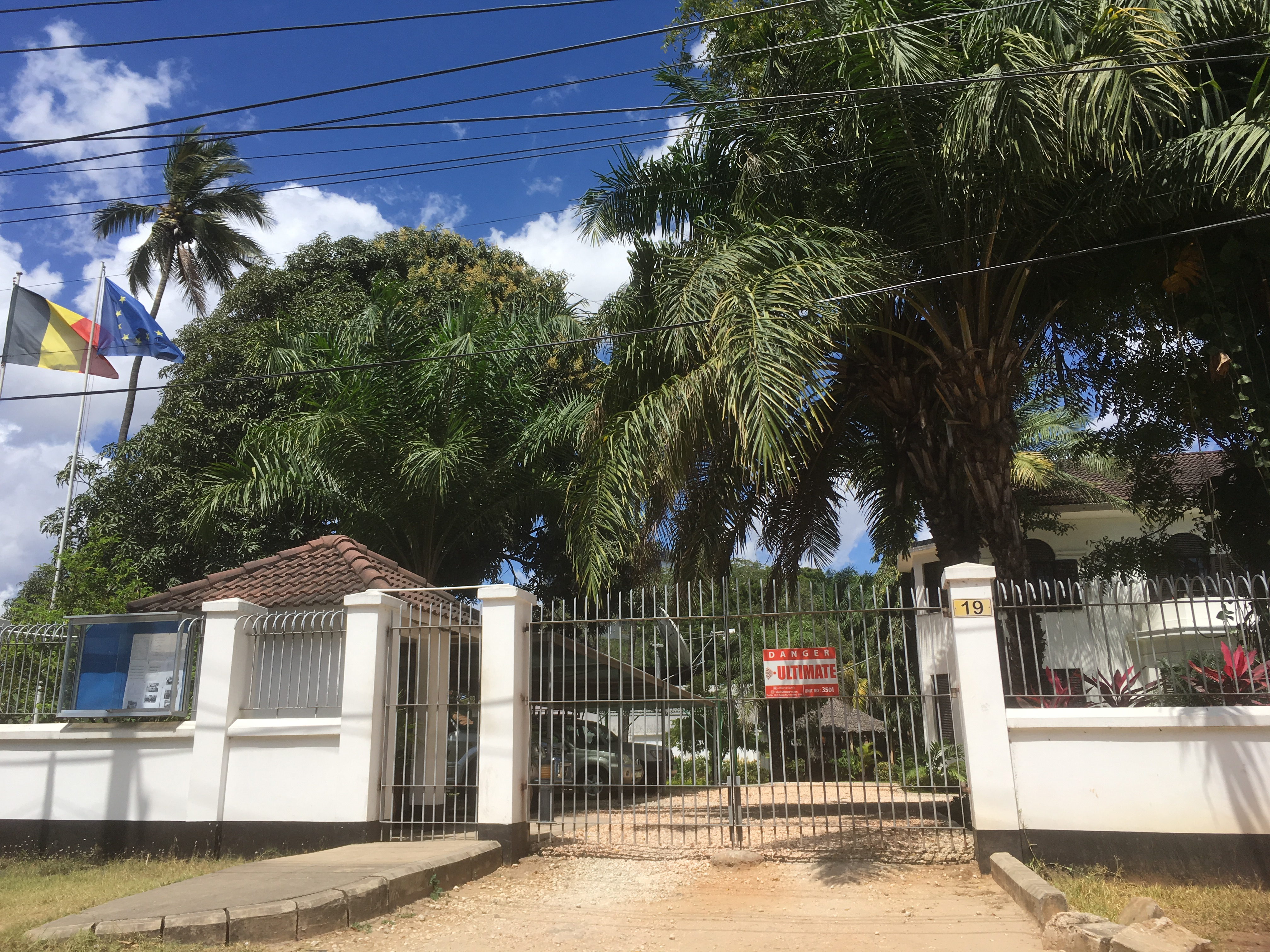
Ambassade à Dar es Salaam.
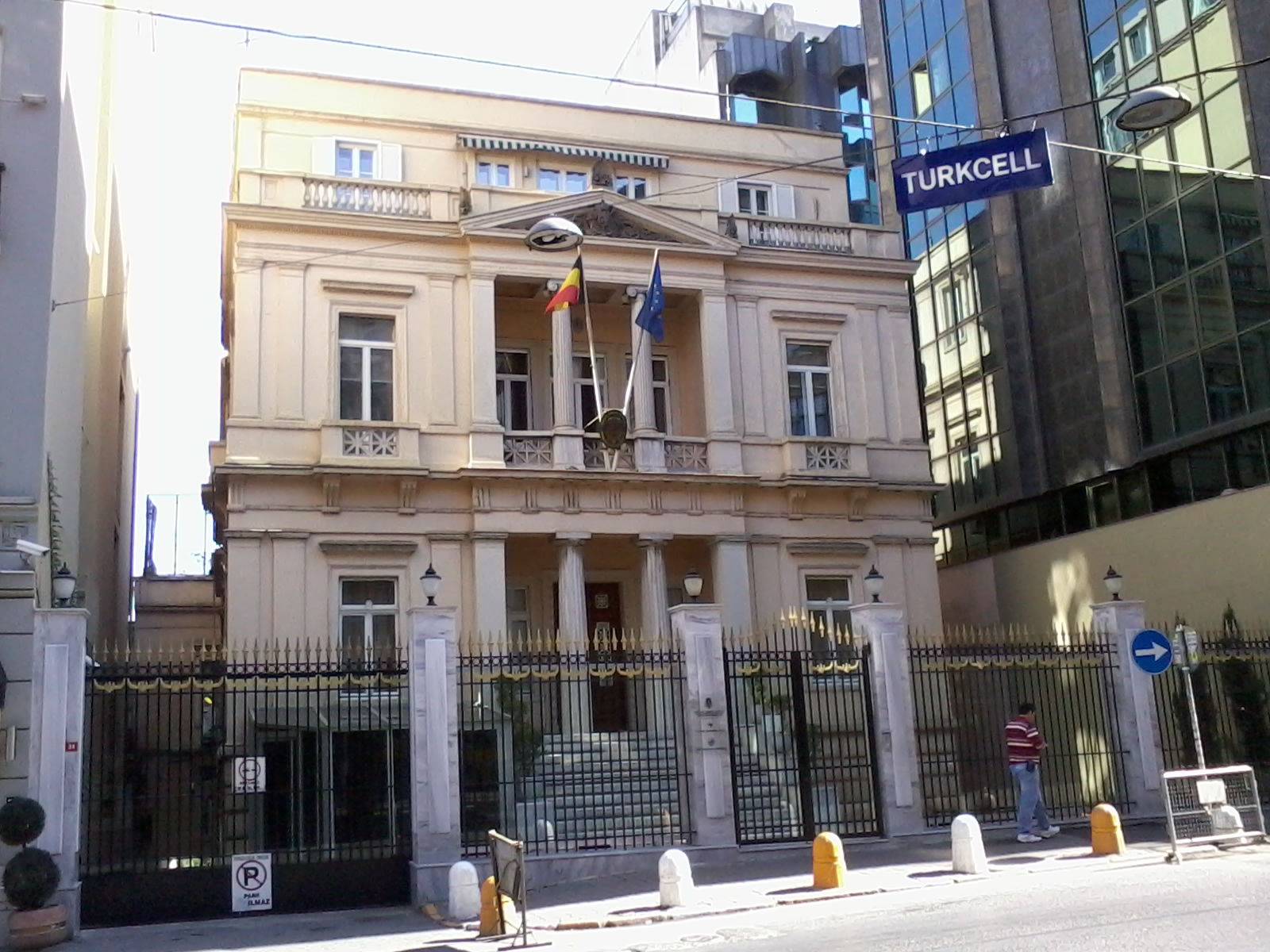
Consulat général à Istanbul.
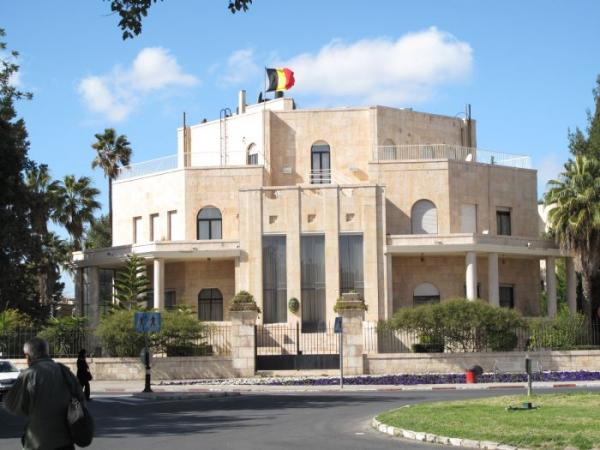
Consulat général à Jérusalem.
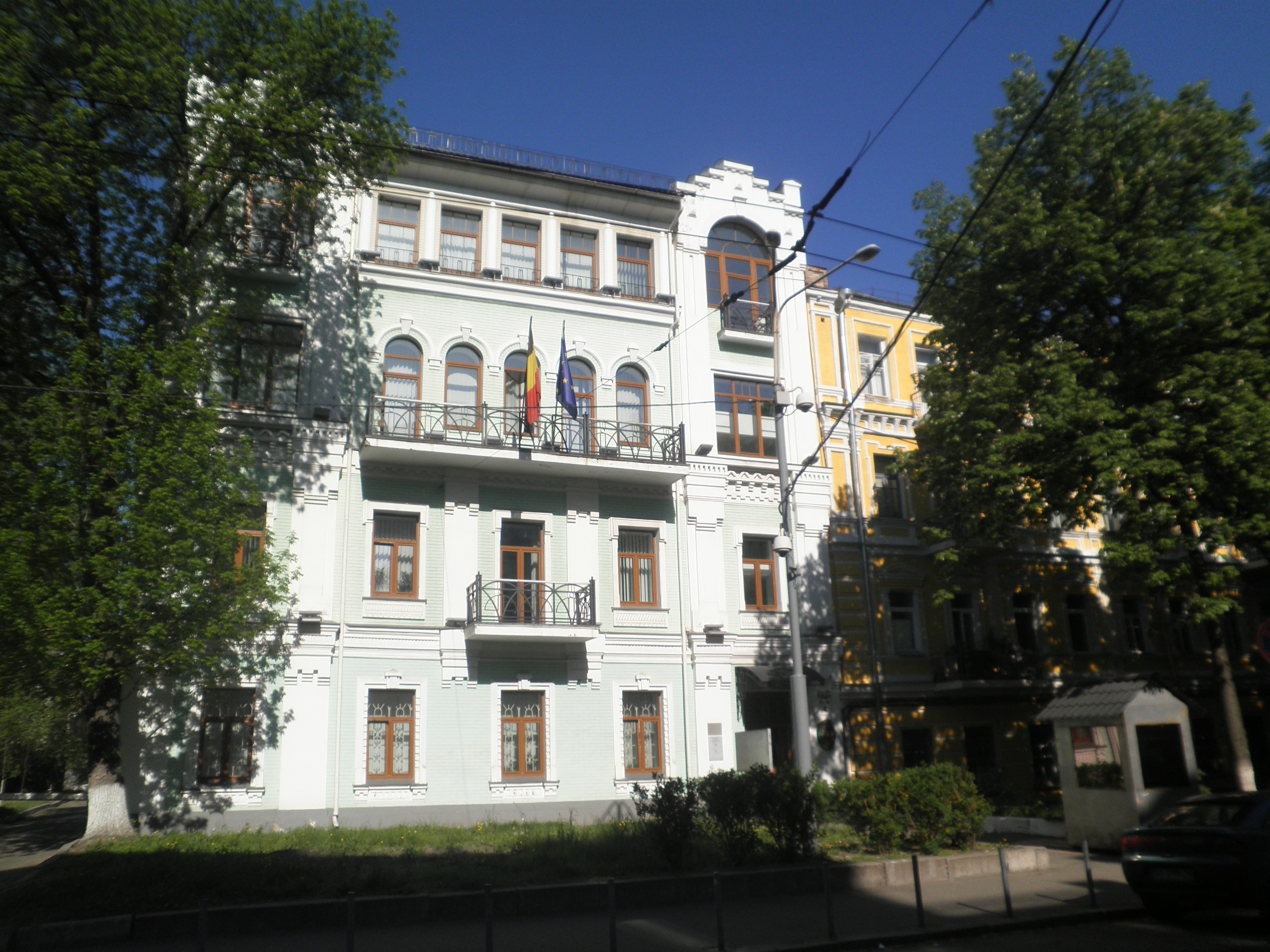
Ambassade à Kiev.
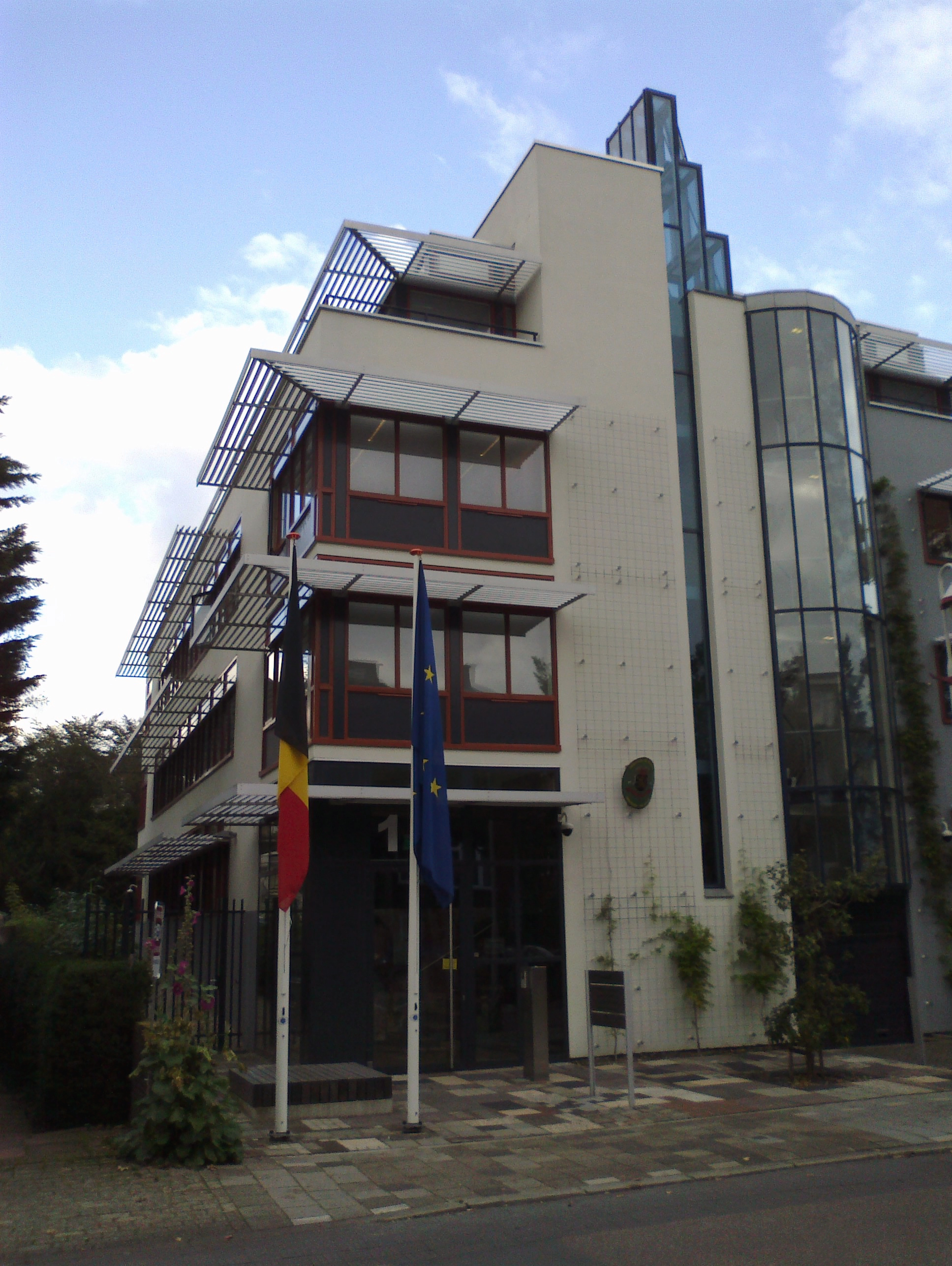
Ambassade à La Haye.
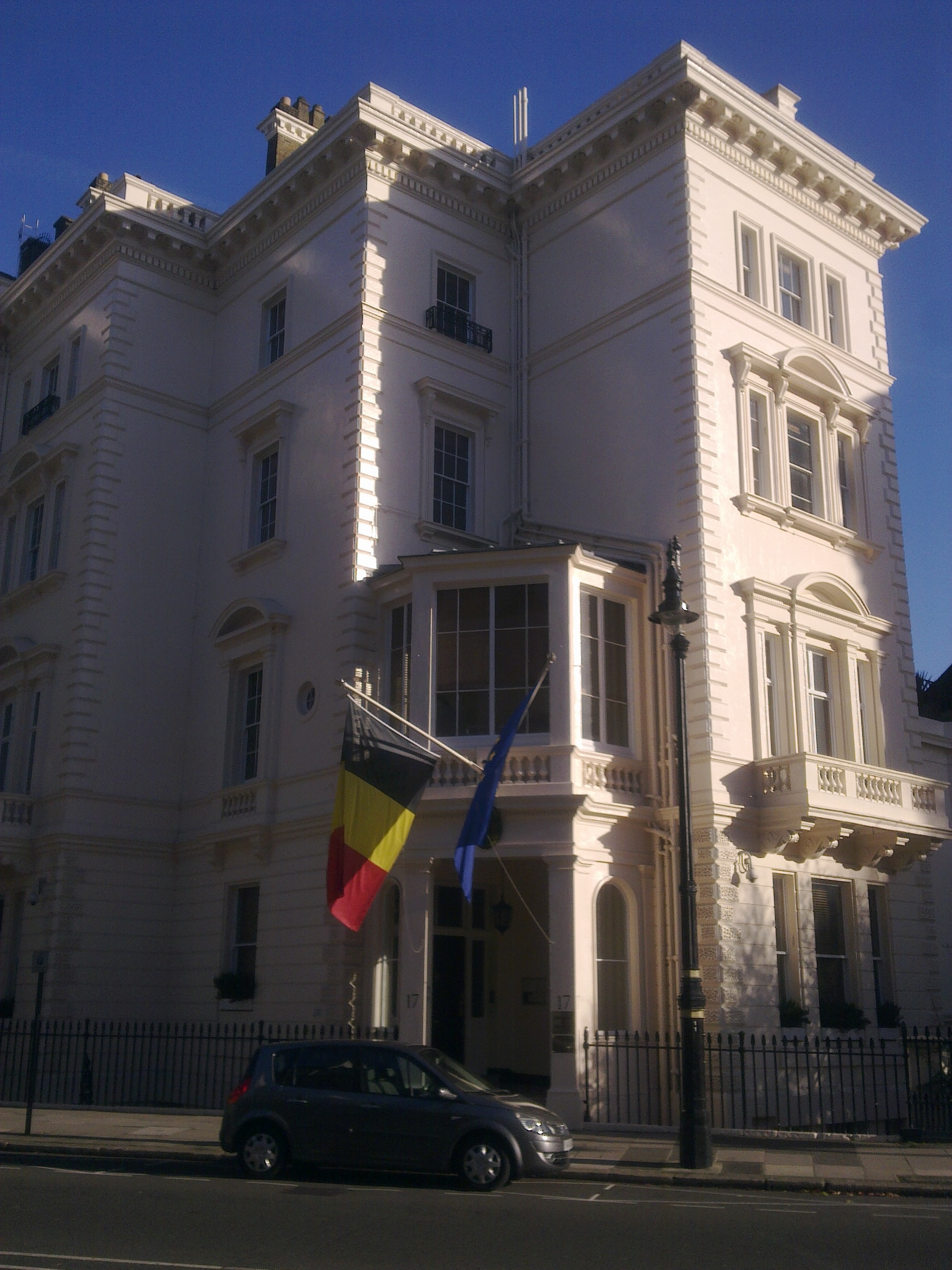
Ambassade à Londres.
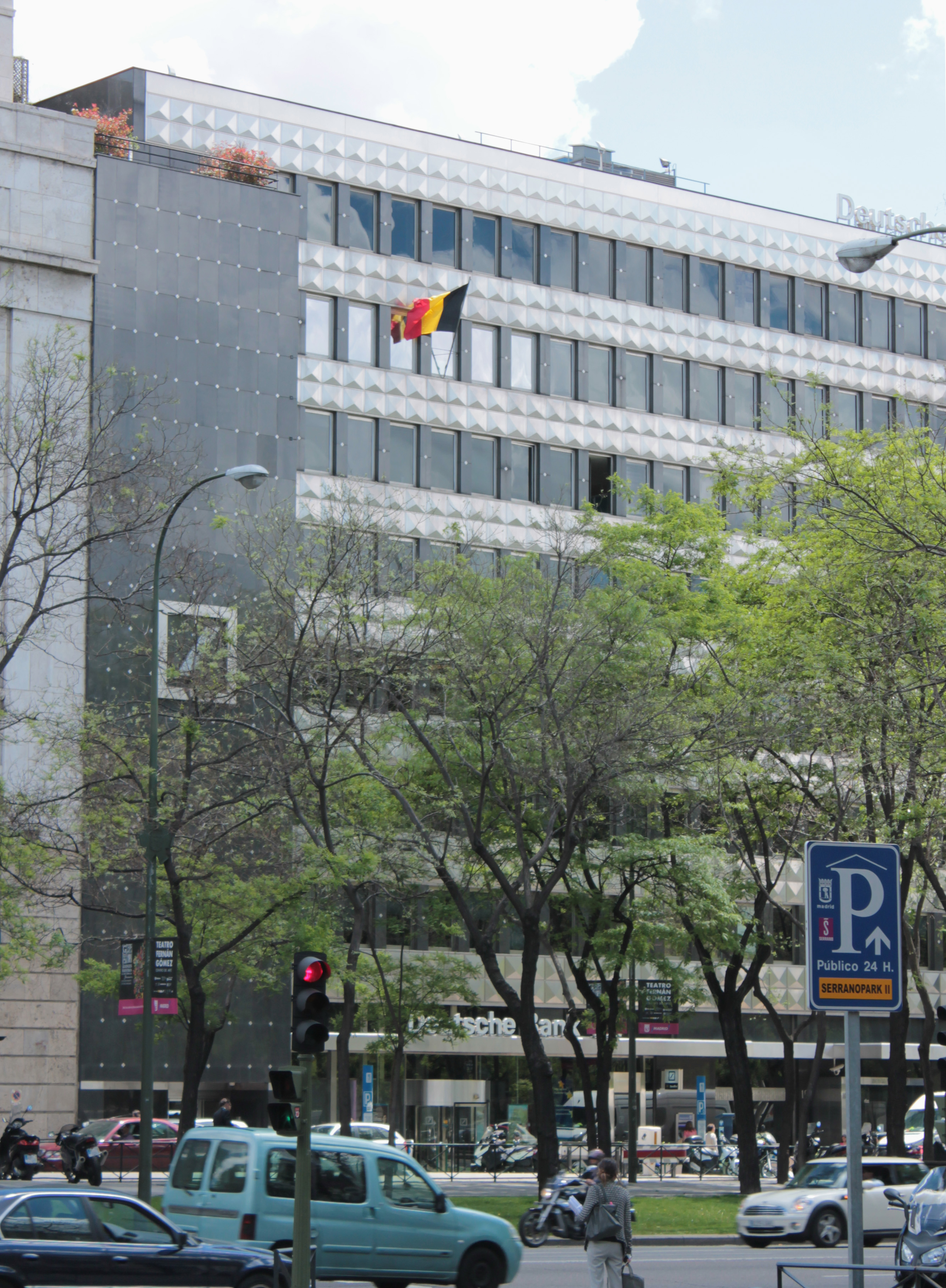
Ambassade à Madrid.
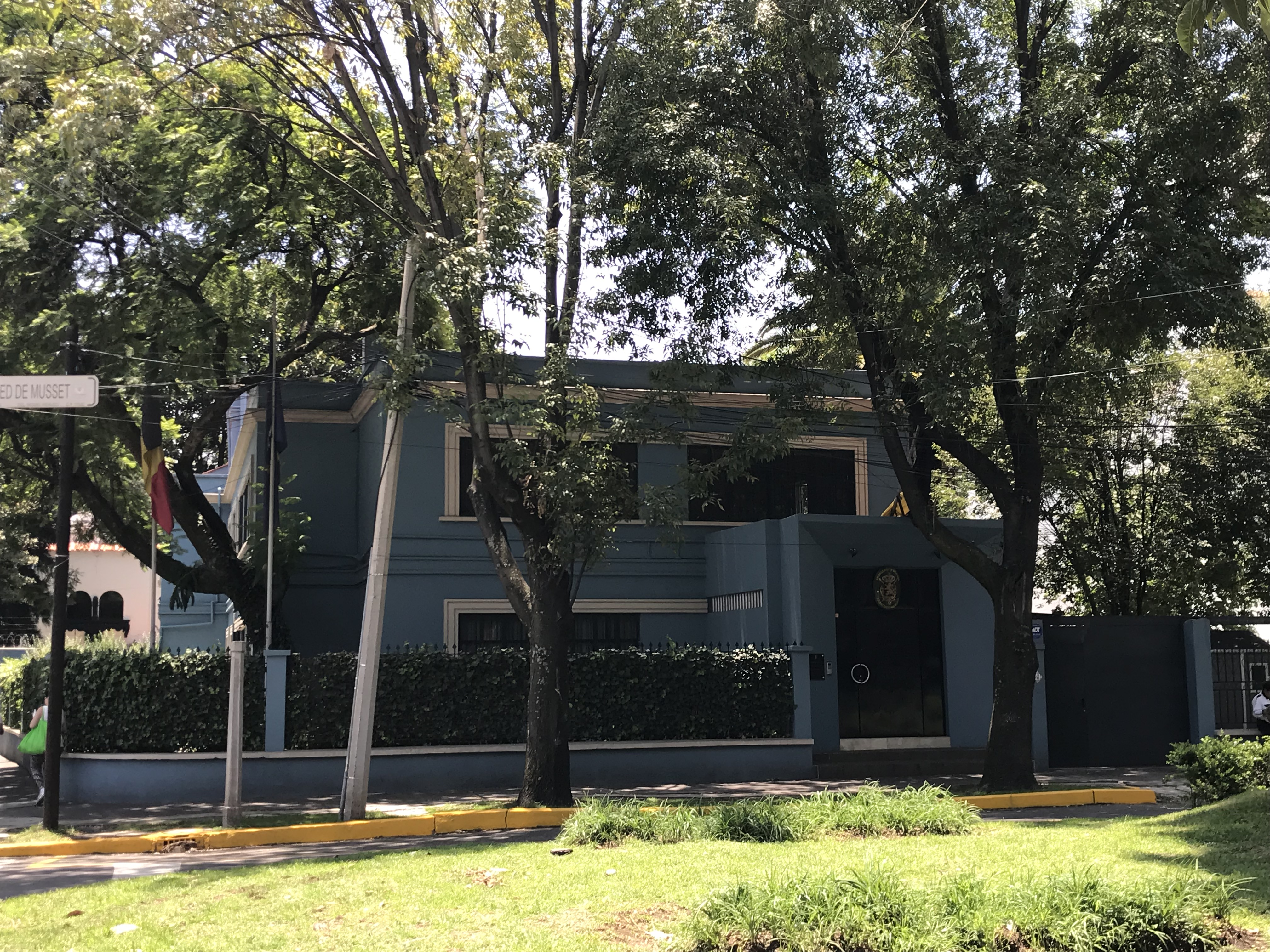
Ambassade à México.
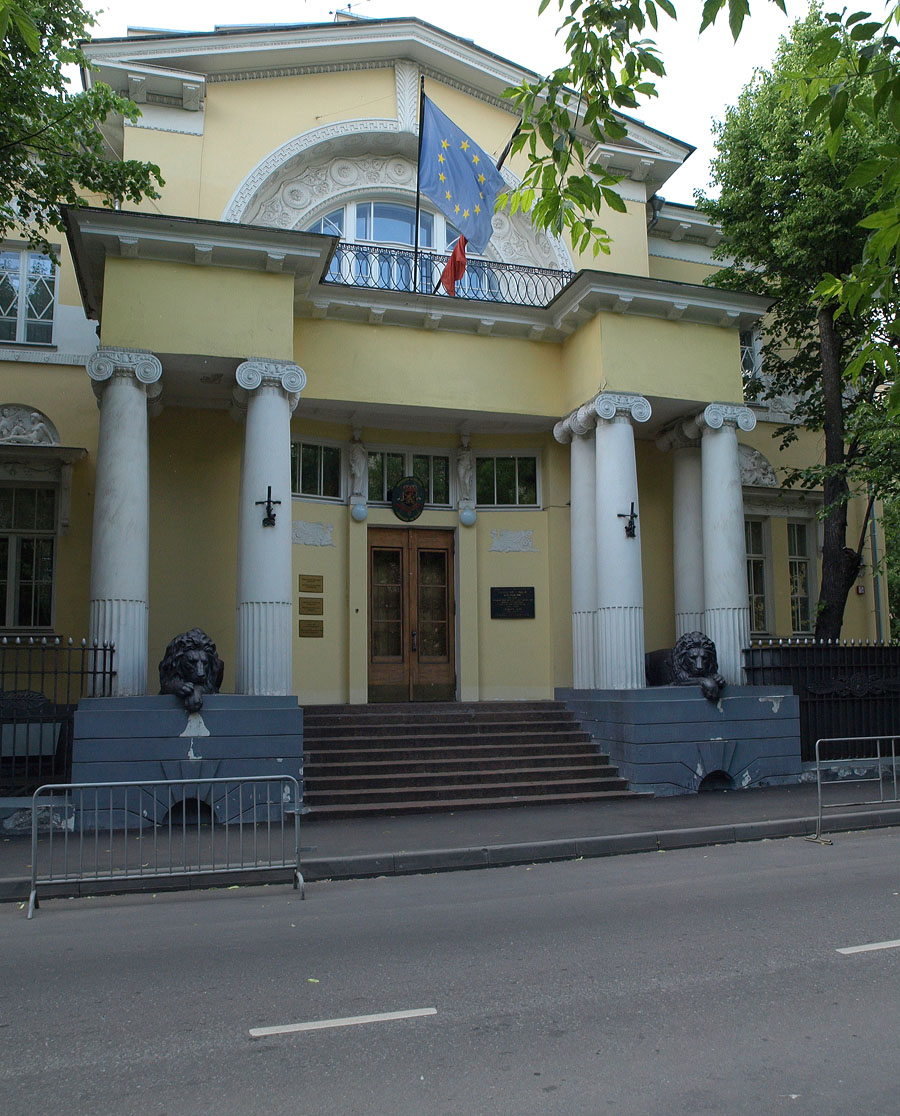
Ambassade à Moscou.
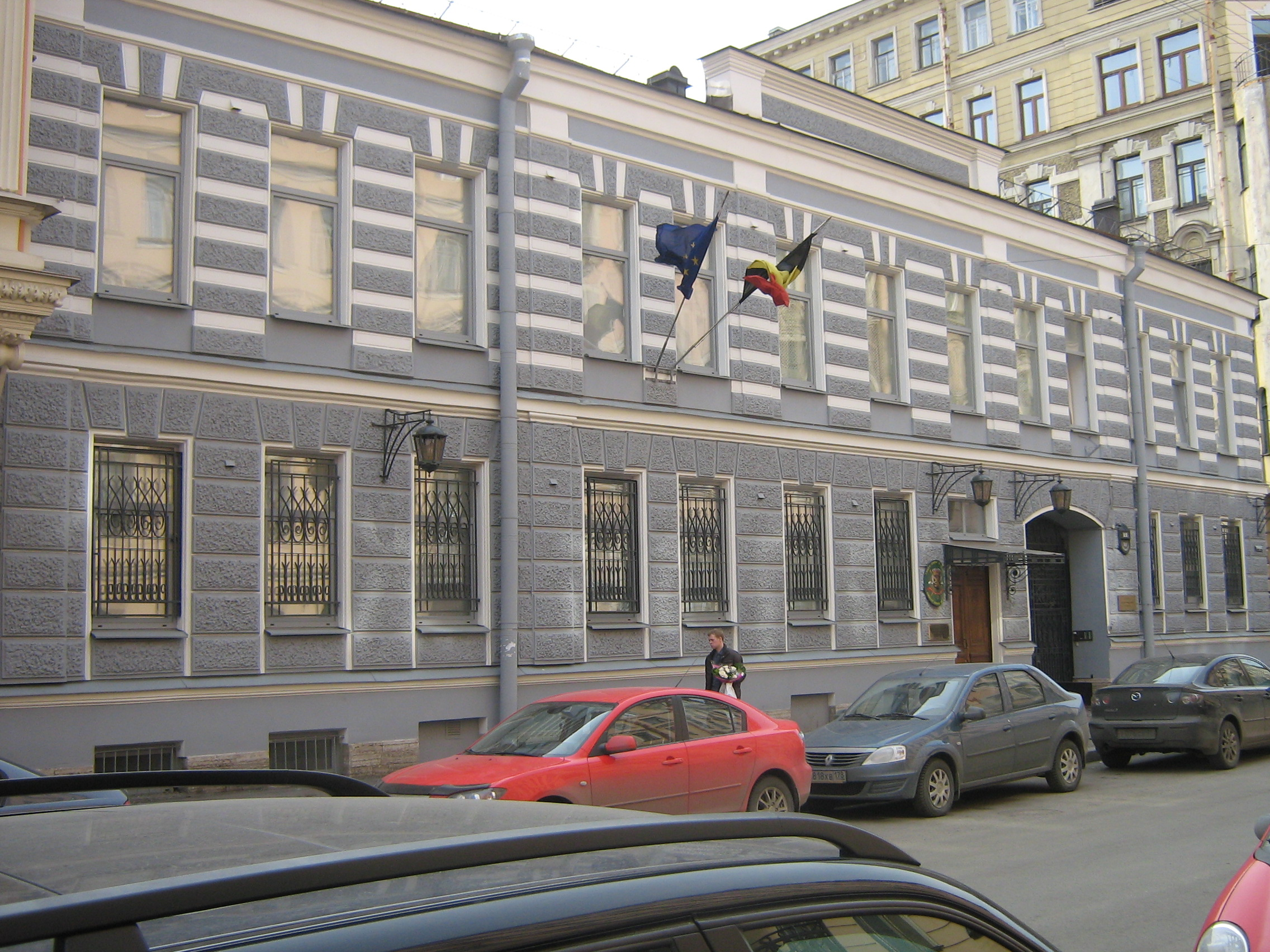
Consulat général à Saint-Pétersbourg.
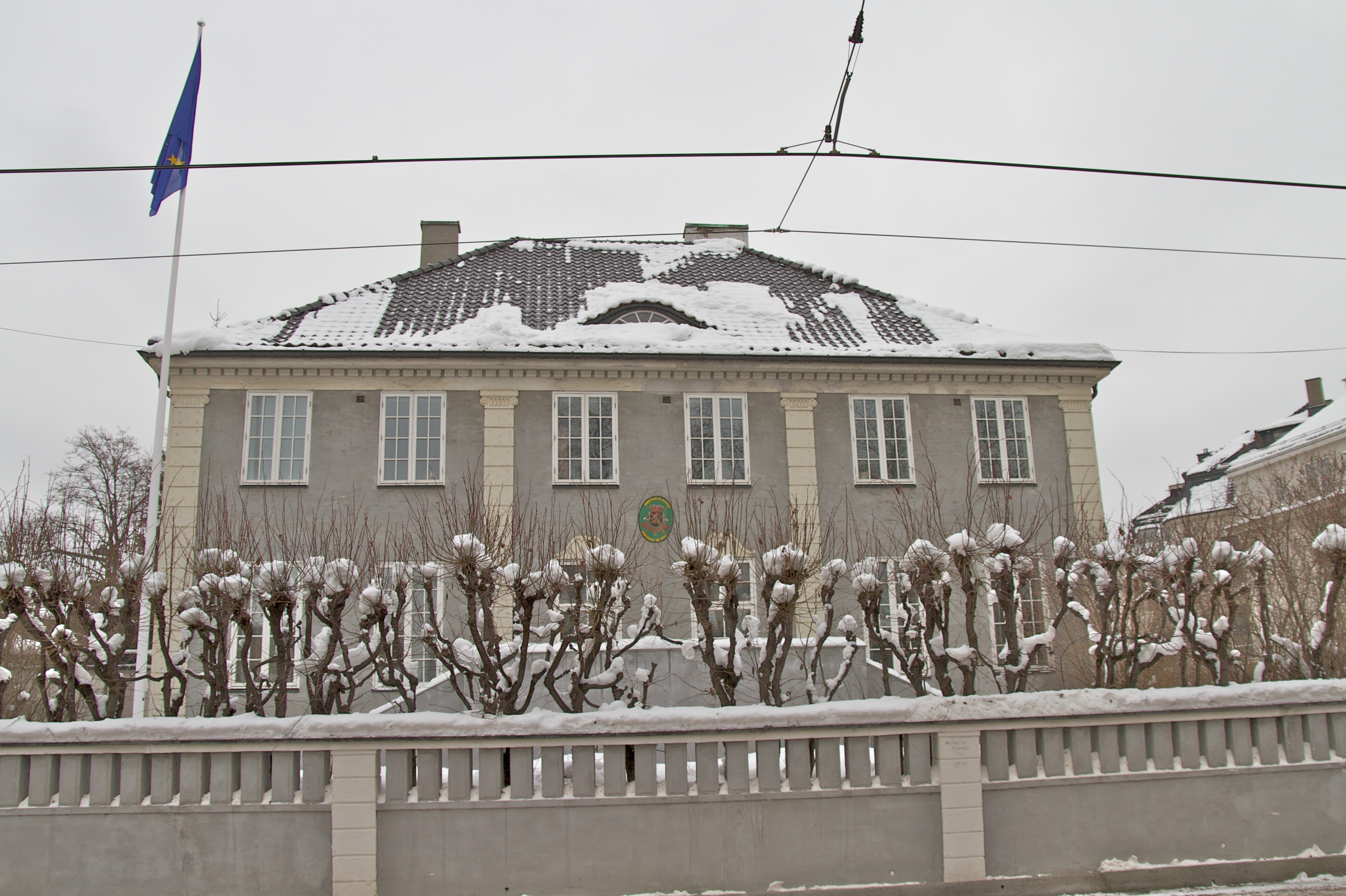
Ambassade à Oslo.
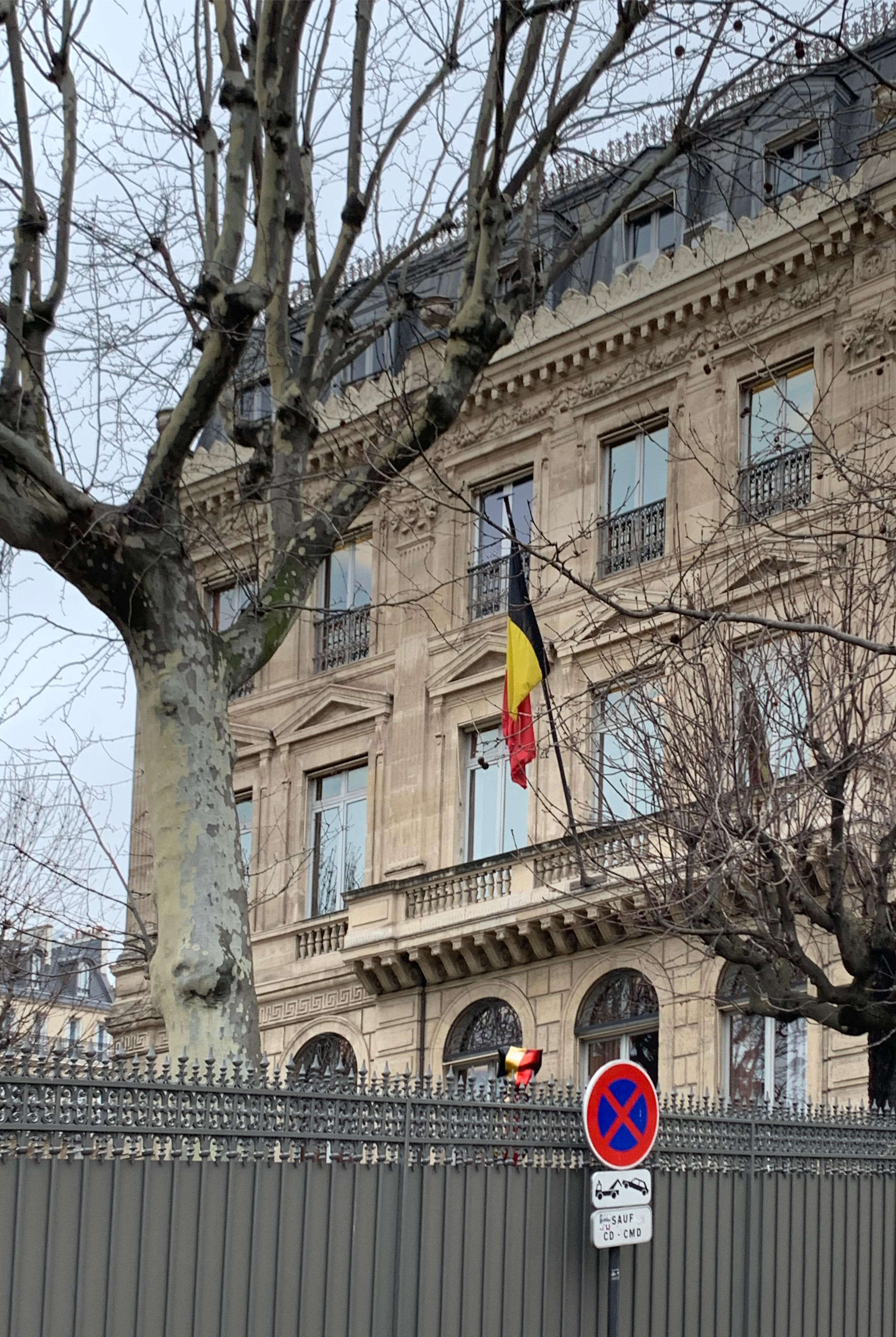
Ambassade à Paris.
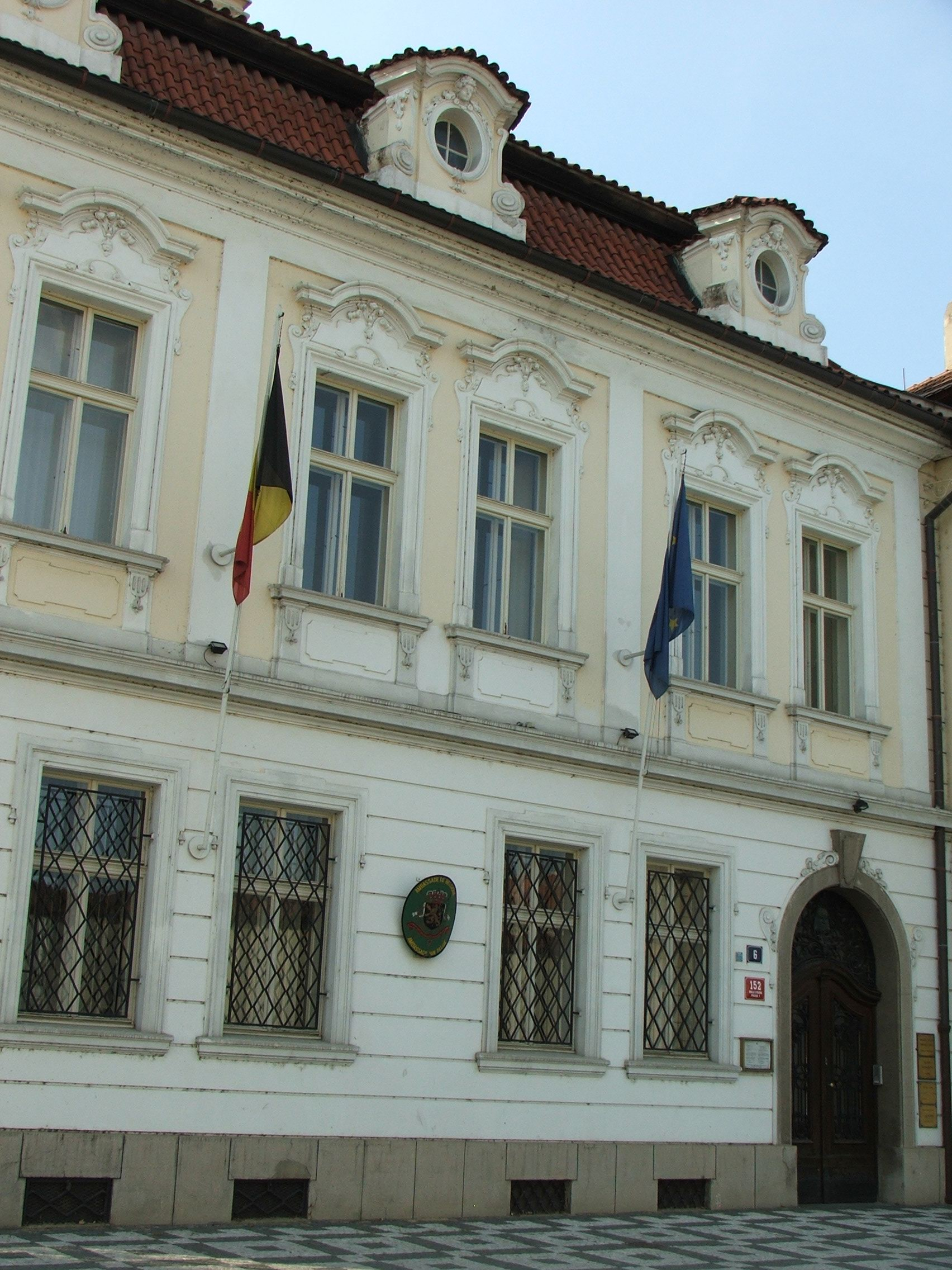
Ambassade à Prague.
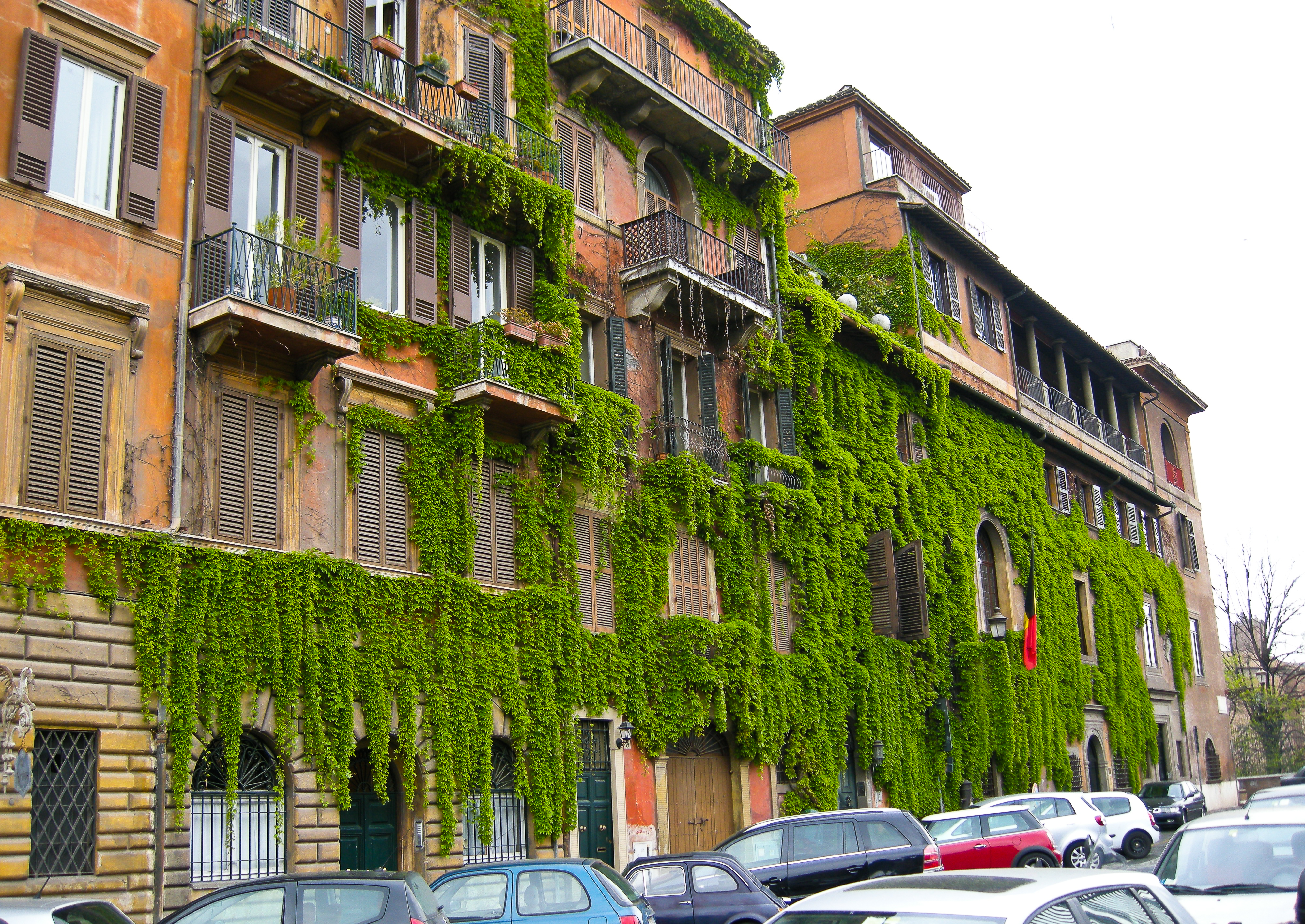
Ambassade à Rome.
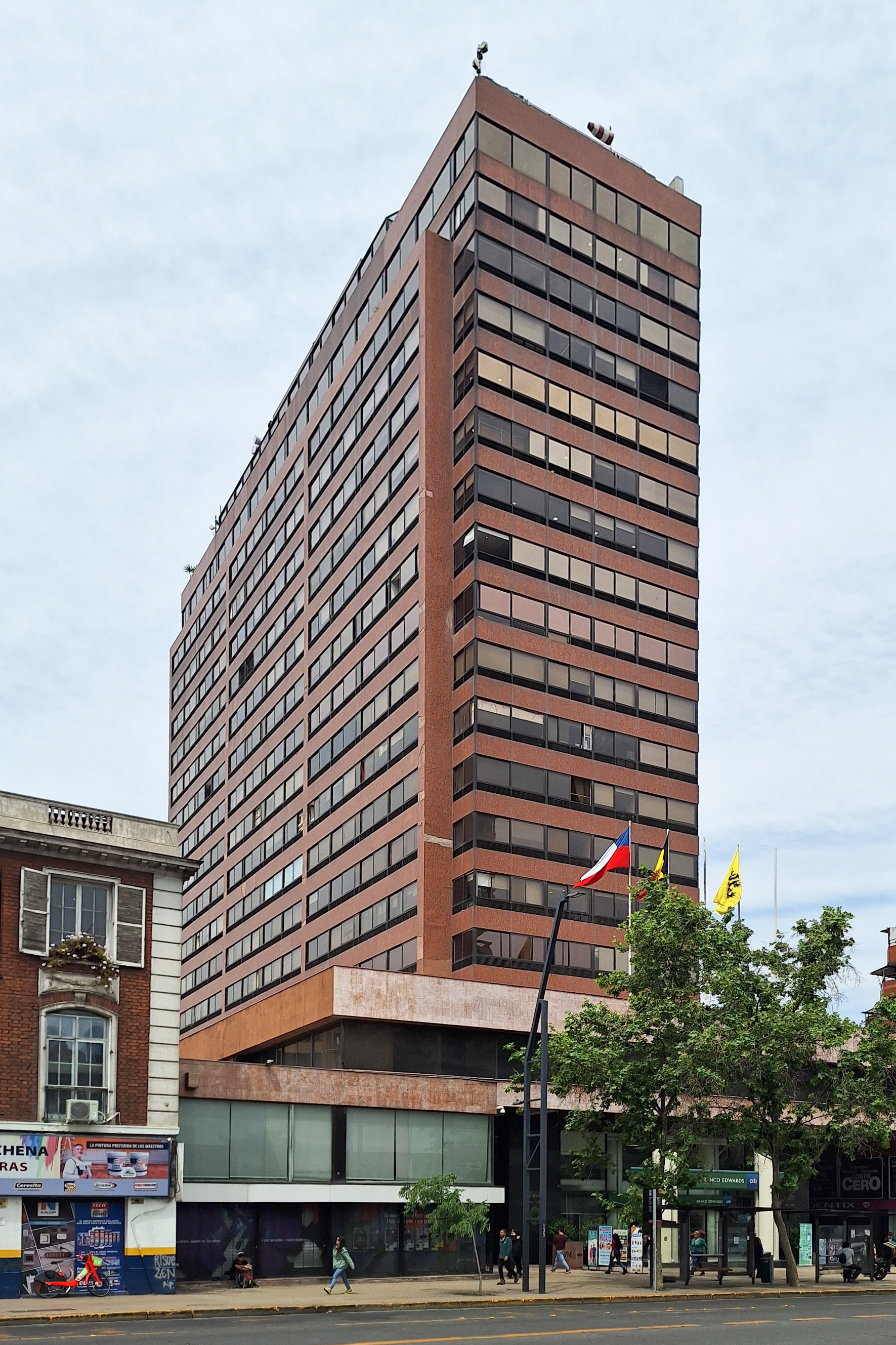
Ambassade à Santiago du Chili.
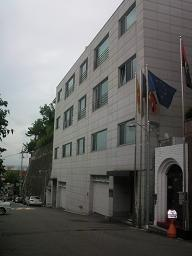
Ambassade à Séoul.
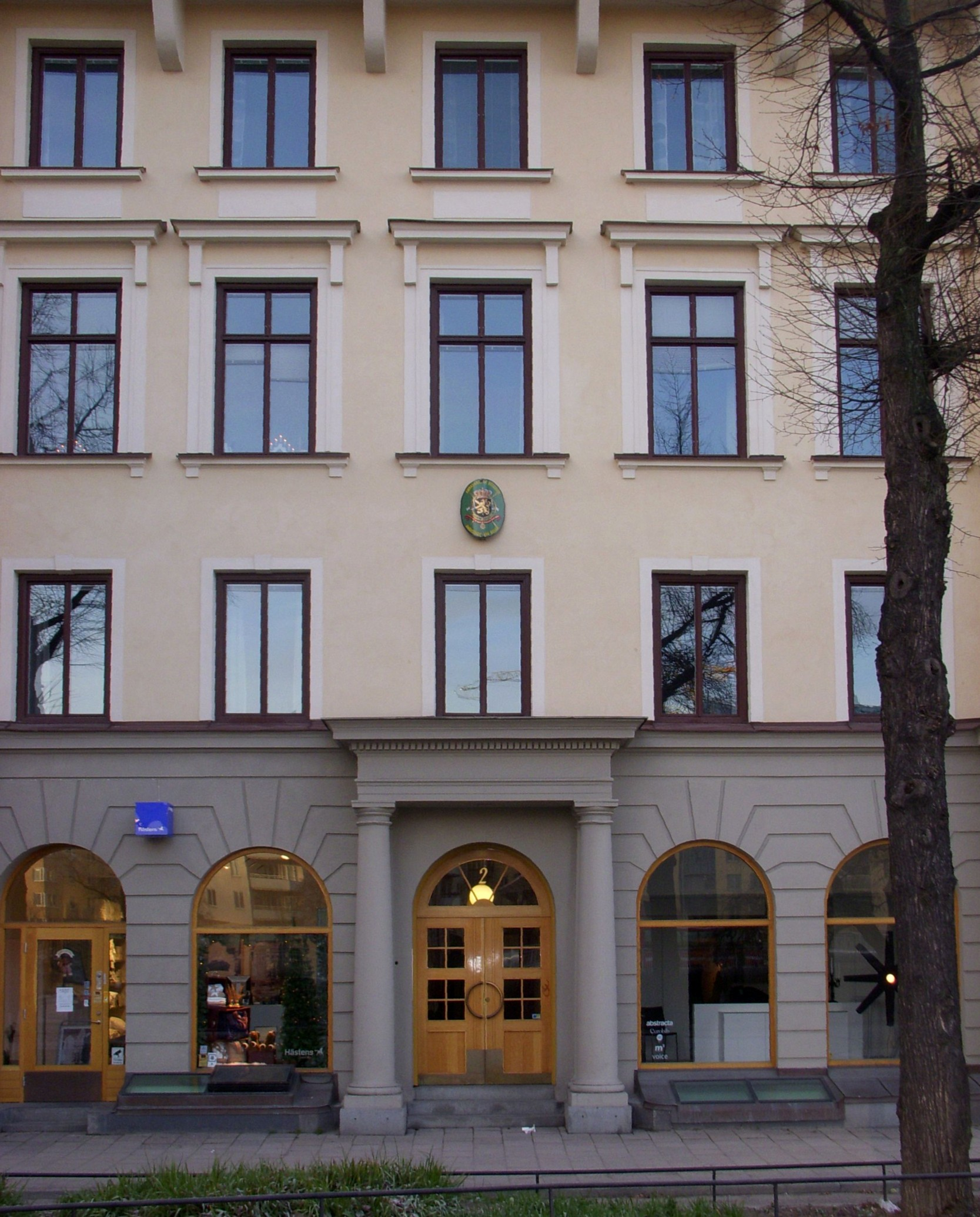
Ambassade à Stockholm.
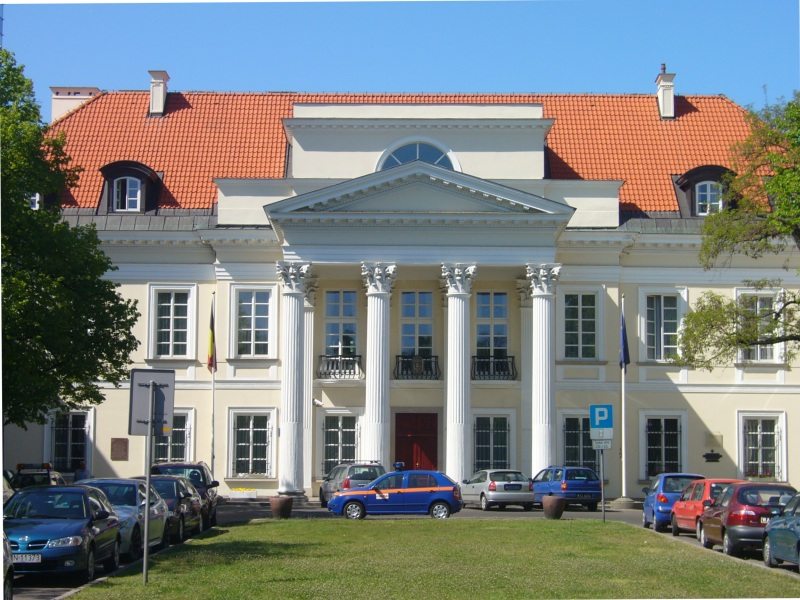
Ambassade à Varsovie.
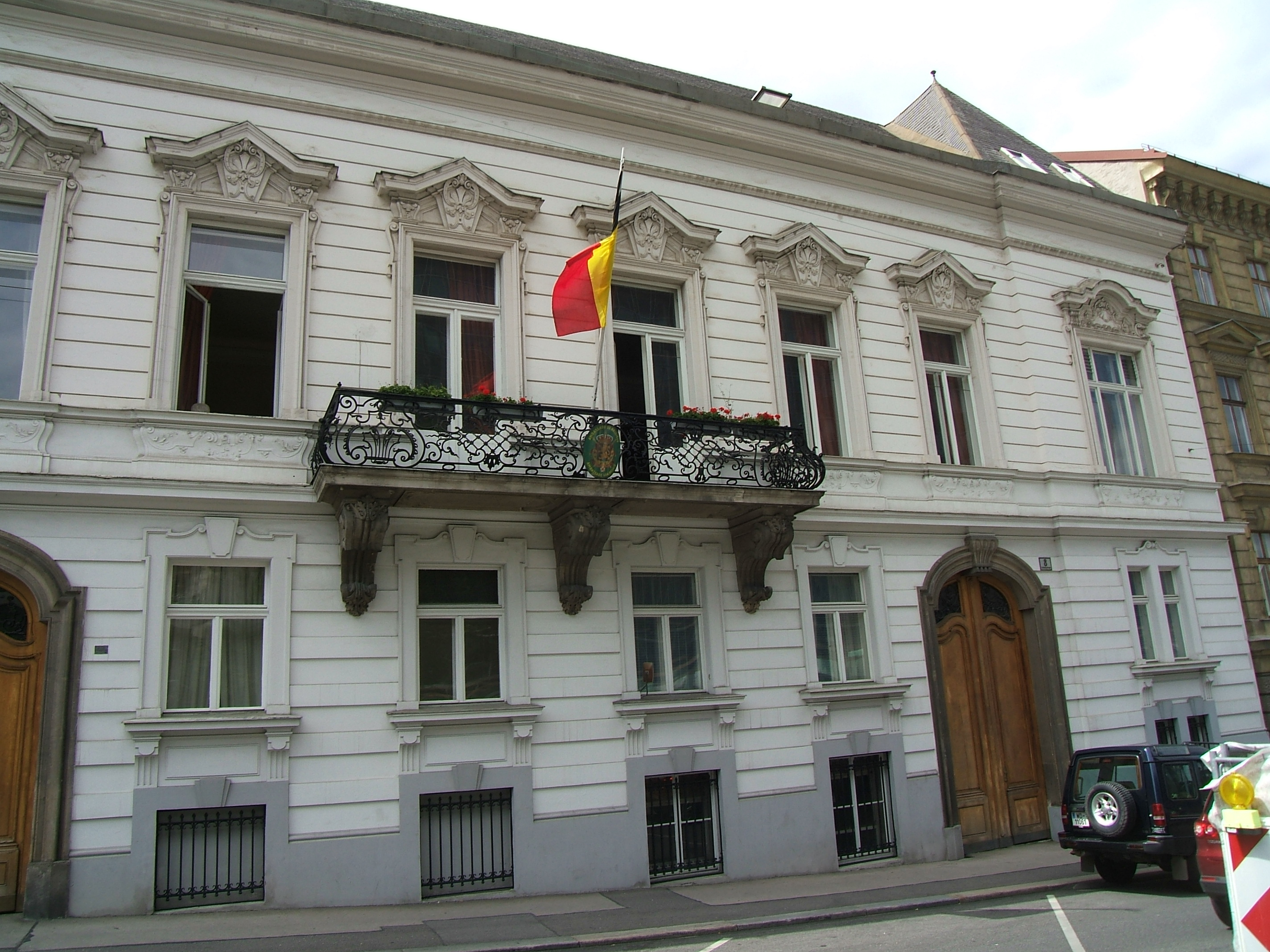
Ambassade à Vienne.
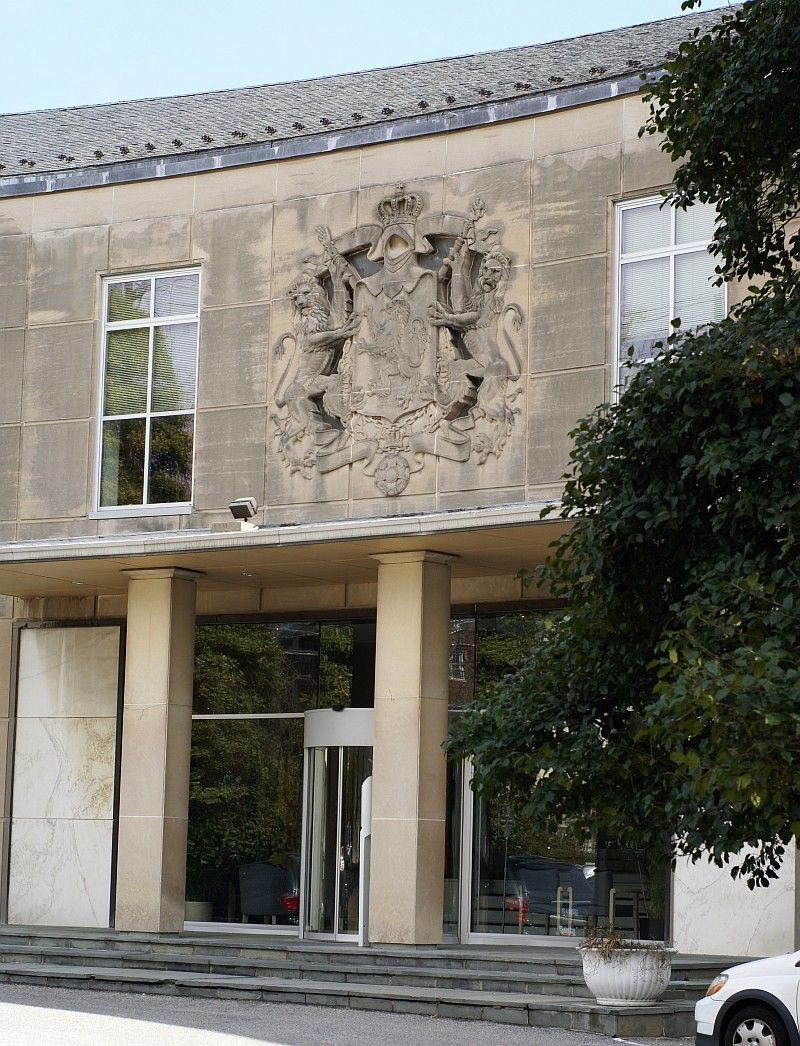
Ancienne ambassade à Washington.